# Exochaenium oliganthum
Exochaenium oliganthum är en gentianaväxtart som först beskrevs av Ernest Friedrich Gilg, och fick sitt nu gällande namn av Kissling. Exochaenium oliganthum ingår i släktet Exochaenium och familjen gentianaväxter. Inga underarter finns listade i Catalogue of Life.